# Jalu
Jalu, Jaloo, hay Gialo (tiếng Ả Rập: جالو) là một đô thị ở đông bắc Libya, đô thị nằm trên ốc đảo cùng tên Jalo. Từ năm 2001 đến 2007 nơi đây là một phần của quận Ajdabiya. Từ 1983-1987, đô thị từng là trung tâm hành chính của quận Jalu.
Đô thị nằm trên một ốc đảo trên sa mạc Libya và cách vịnh Sirte 250 km. Ốc đảo Awjila nằm cách Jalu 30 km về phía tây bắc. Awjila (cũng gọi là Awjilah) có hai địa điểm quan trọng: Nhà thờ Hồi giáo Atiq, với kiến trúc hình nón lạ thường được làm từ gạch, bùn và đá vôi, và Lăng Ali Abdullah ibn Sarh, người đã lãnh đạo cuộc chính phục của người Hồi giáo trong khu vực này vào thế kỷ thứ 7.
Họa đông kinh tế chính của khu vực là nông nghiệp và nhiều ngành nghề khác phục vụ các công ty trong lĩnh vực dầu mỏ. Nông sản chính là cây chà là trên ốc đảo, cà chua và ngũ cốc.